# ドナルドとアリの王国
『ドナルドのアリの王国』（ドナルドのアリのおうこく）または『ドナルドとアリの王国』（ドナルドとアリのおうこく、原題：Tea for Two Hundred）は、ウォルト・ディズニー・プロダクション（現：ウォルト・ディズニー・カンパニー）が制作したアニメーション短編映画作品である。1948年12月24日公開。
ドナルドダック・シリーズの第82作であり、第21回アカデミー賞短編アニメ賞にノミネートされた。

## あらすじ
渓谷にピクニックにやってきたドナルドは、たくさんのご馳走を用意し楽しいお弁当の時間を楽しもうとしていた。そこに、豆を運ぶアリの集団行列が通りかかる。規律正しく一列で行進するアリたちに遅れて慌てて本隊を追いかける1匹のアリを見つけたドナルドは、そのアリをからかい始める。ナイフの上を歩かせてみたり、持ってきていたたくさんのご馳走を背負わせてみたり。挙句綱渡りまでさせ、綱から落ちたアリにドナルドは大笑い。憤慨するアリだったが、ふと落ちたところの周りがご馳走だらけだということに気付く。アリは直ちに巣に戻り、大量の仲間を呼び寄せ始めた。
一方、そんなことは知らないドナルドは木陰でのんびり昼寝。そこにさきほどのアリたちが現れ、抜群のチームワークでドナルドを持ち上げて運び出し、眠ったままのドナルドを崖の上から川に放り投げてしまう。水面に叩きつけられたドナルドが憤慨し崖の上に戻ると、そこにはアリたちがドナルドのご馳走を根こそぎ奪い巣に運び出そうとする光景が。ドナルドは必死に抵抗するが、アリたちは簡単にかわす。それはまるで食べ物が意思を持ってドナルドをおちょくるかのよう。ドナルドは食べ物を盗まれた巣に首と手を突っ込むが、食べ物を取り返すどころかさらに服まで奪われてしまった。
後に引けなくなったドナルドはダイナマイトを持ち出し、アリの巣を吹っ飛ばす。アリたちがとっくに避難しているのも知らずドナルドは喜ぶが、ここは崖の上。爆発の衝撃でたちまち地面にひびが入り、ドナルドは崖もろとも川に落ちていってしまった。そして、アリたちはドナルドから奪ったご馳走にありつくのだった。

## スタッフ
- 製作：ウォルト・ディズニー
- 監督：ジャック・ハンナ
- 作画：ジャッジ・ウィッテカー、ボブ・カールソン、ヴォールス・ジョーンズ、ビル・ジャスティス
- 脚本：ニック・ジョージ、ビル・バーグ
- 音楽：オリバー・ウォレス
- 美術：イェール・グレーシー
- 背景：テルマ・ウィットマー

## キャスト
| キャラクター   | 原語版               | 旧吹き替え版 | 新吹き替え版 |
| -------------- | -------------------- | ------------ | ------------ |
| ドナルドダック | クラレンス・ナッシュ | 関時男       | 山寺宏一     |
| アリ           | ピント・コルヴィグ   | ?            | -            |
| ナレーション   | -                    | 土井美加     | -            |

## 日本での公開

### 収録
- 『夢と魔法の宝石箱 ミッキーのジャングル探検』（VHS、ブエナ・ビスタ・ホーム・エンターテイメント、新吹き替え版）
- 『ドナルドのギャグ・ファクトリー』（DVD、ブエナ・ビスタ・ホーム・エンターテイメント、新吹き替え版） - 『ドナルドとアリの王国』のタイトルで収録。
- 『ドナルドダック・クロニクル Vol.3 限定保存版』（DVD、ブエナ・ビスタ・ホーム・エンターテイメント、新吹き替え版） - 『ドナルドとアリの王国』のタイトルで収録。